# Dioctria flavipennis
Dioctria flavipennis là một loài ruồi trong họ Asilidae. Dioctria flavipennis được Meigen miêu tả năm 1820.